# Frau Irene Besser
Frau Irene Besser ist ein deutsches Filmdrama von John Olden mit Luise Ullrich in der Titelrolle einer Frau zwischen zwei Männern, gespielt von Rudolf Prack und Albert Lieven.

## Handlung
Bundesrepublik Deutschland, in der frühen Nachkriegszeit. Seit ihr Mann Martin im Zweiten Weltkrieg eingezogen wurde und 1945 in sowjetische Kriegsgefangenschaft geriet, musste Irene Besser ihr Leben und das ihrer Tochter Lotte im Westdeutschland der 40er und 50er Jahre allein meistern. Mit viel Engagement und zupackender Tatkraft hat sie die Wirtschaftswunderjahre genutzt und ein eigenes Warenhaus auf die Beine gestellt. Ihr zur Seite steht mit Rat und Tat der Jurist Dr. Werther, der ihr im Laufe der Jahre mehr und mehr zum Hausfreund wurde. Zwölf lange Jahre galt Irenes Mann als verschollen, dann ändert sich das Leben aller Beteiligten von einem Tag auf den anderen schlagartig.
Denn Martin Besser ist wieder in Deutschland. Das Land ist ihm fremd geworden, und der Spätheimkehrer will als erstes seine Frau wiedersehen. In seiner Heimatstadt freundet er sich mit der jungen Franziska von Stein an. Als sich Martin und Irene wiedersehen, herrschen statt großer Freude Distanz und Fremdheit zwischen den Eheleuten, die sich in dem Moment sogar verstärkt, in dem Besser feststellen muss, dass seine Frau nicht nur eine sehr erfolgreiche Geschäftsfrau geworden, sondern darüber hinaus privat nicht mehr frei ist. Irene will ihrem Mann wie auch ihrem Liebhaber gerecht werden und ihre beiden Leben, das jetzige und das frühere, miteinander versöhnen. Doch schließlich muss sie eine Entscheidung treffen: Irene Besser will sich von Martin scheiden lassen, aber mit diesem Schritt so lange warten, bis ihr Mann wieder Tritt gefasst und eine eigene Zukunft ohne sie aufgebaut hat.

## Produktionsnotizen
Frau Irene Besser entstand 1960 nach dem gleichnamigen Revue-Roman von John Richler, einem Pseudonym Hans Habes, im Auftrag der Hübler-Kahla Filmgesellschaft mbH unter der Leitung des Chefdramaturgen Alf Teichs. Angeblich sollen die Filmrollen nach Vorschlägen der „Revue“-Leser vergeben worden sein. Der Streifen hatte seine Welturaufführung am 16. Februar 1961 in Mannheim. Am 15. März 1969 wurde Frau Irene Besser im Spätprogramm des ZDF zum ersten Mal im Fernsehen ausgestrahlt.
Für den 30er- und 40er-Jahre-Leinwandstar Luise Ullrich läuteten Frau Irene Besser und das unmittelbar im Anschluss daran gedrehte Kolportagemelodram Die Schatten werden länger das Ende ihrer Kinokarriere ein. Das große Personenlexikon des Films schreibt zur Einschätzung ihrer Rollenausrichtung der Adenauer-Jahre: „Luise Ullrichs Nachkriegsrollen waren meist die patenter Mütter und vernachlässigter Ehefrauen, aber auch die Verantwortung übernehmender Entscheidungsträger, die, mit dem Herz am rechten Fleck, tapfer für ihre Ideale und das ökonomische Überleben der Familie kämpfen. Der in ihrem Spiel ausgelebte, nüchterne, handfeste Pragmatismus verhinderte oft, daß die von den Drehbüchern allzu sentimental angelegten Stoffe in pure Rührseligkeit abglitten. Nach ihrer Titelrolle einer Warenhauskonzernchefin in Frau Irene Besser und dem Part einer Heimleiterin für schwer erziehbare Mädchen in Die Schatten werden länger zog sich Luise Ullrich 1961 vom Film zurück.“
Für Produzent J. A. Hübler-Kahla war dies der letzte Film; er zog sich zum Jahresende 1960 ins Privatleben zurück. Während der Dreharbeiten lernten die Mitwirkenden Peer Schmidt und Helga Schlack einander kennen und wurden ein Paar. Sie heirateten im Januar 1966. Die Innenaufnahmen entstanden im Filmatelier Göttingen. Die Filmbauten stammen von Max Mellin.

## Kritiken
„Sentimentale, mit falschen Zeitbildern garnierte, routiniert inszenierte Illustriertendramatik.“

„«Illustriertes» Spätheimkehrerschicksal im Wirtschaftswunderland. Gepflegte Pseudoproblemunterhaltung, mit stärkeren Einschränkungen wegen der oberflächlich bleibenden Ehekonflikte, möglich für Erwachsene.“